# Guillermo Ravest
Guillermo Ravest Santis (Llay Llay, 3 de julio de 1927- Texcoco, 22 de agosto de 2018) fue un periodista y locutor chileno.

## Biografía
Se casó con Ligeia Balladares (1927-2012), también periodista y locutora en Radio Moscú.
Trabajó en el diario El Siglo y fue el último director de Radio Magallanes hasta su cierre por el golpe de Estado de 1973.
Durante la denominada Operación Silencio las Fuerzas Armadas bombardearon las torres de transmisión de Radio Portales y Corporación, mientras que Ravest en Radio Magallanes fue quien recibió la última llamada telefónica del presidente Salvador Allende y logró la transmisión en vivo de su último discurso, logrando junto a su equipo grabar, haciendo numerosas copias del material, junto con el radio controlador Amado Felipe, para ser salvado y distribuido.
Junto a su familia se fueron al exilio en diciembre de 1973, primero a Alemania y luego a Rusia, en donde serían parte junto con su esposa y otros exiliados del programa Escucha Chile de Radio Moscú.
En 1995 se radica definitivamente en México junto a su familia. Trabajó junto a su esposa en la Universidad de Chapingo y viviendo en San Miguel Tlaixpan, hasta la muerte de Balladares en 2012. Ravest se muda a Texcoco junto a su hija Paula, hasta el día de su muerte a los 92 años de edad.